# Aneuclis stepposa
Aneuclis stepposa är en stekelart som beskrevs av Andrey Ivanovich Khalaim 2004. Aneuclis stepposa ingår i släktet Aneuclis och familjen brokparasitsteklar. Inga underarter finns listade i Catalogue of Life.